# Ian Hodder
Ian Richard Hodder, född 23 november 1948 i Bristol, är en brittisk arkeolog och är en av pionjärerna inom den postprocessuella arkeologin. Han är (2005) Dunlevie Family Professor och ordförande för institutionen för kultur och socialantropologi vid Stanford University i USA. 
Hodders fältarbete är mest berömt för utgrävningen av den 9000 år gamla neolitiska platsen  Çatalhöyük i södra Anatolien (Turkiet). Han är ledare för "Çatalhöyük Archaeological Project" som har som mål att bevara platsen, placera den i sitt sammanhang och presentera den för allmänheten. Hodder har givit varje utgrävare möjlighet att göra sin egen tolkning av det som hittats. 
Han tog sin fil kand (Bachelor of Arts) i förhistorisk arkeologi vid University of London  1971 och en doktorsgrad (PhD) i "spatial analysis in archaeology" vid University of Cambridge 1975.  Han var föreläsare vid University of Leeds mellan 1974 och 1977 innan han återvände Cambridge, där han så småningom blev professor i arkeologi 1996.  Han flyttade till Stanford 1999, och blev Dunlevie Family Professor 2002. 1996 blev han forskardocent vid British Academy.

## Publikationer
- Spatial analysis in archaeology (1976, with C. Orton)
- Symbols in action. Ethnoarchaeological studies of material culture (1982)
- The Present Past. An introduction to anthropology for archaeologists (1982)
- Reading the Past. Current approaches to interpretation in archaeology (1986) (revised 1991 and, with Scott Huston, 2003)
- The Domestication of Europe: structure and contingency in Neolithic societies (1990)
- Theory and Practice in Archaeology (1992) (Collected papers)
- On the Surface: Çatalhöyük 1993-95 (1996) As editor,  Cambridge:  McDonald Institute for Archaeological Research and British Institute of Archaeology at Ankara.  ISBN  0-9519420-3-4.
- The Archaeological Process.  An introduction (1999)
- Archaeology beyond dialogue (2004) (Collected papers)